# 일신여자중학교 (충북)
일신여자중학교(一信女子中學校)는 대한민국 충청북도 청주시 상당구 탑동에 있는 사립 중학교이다.

## 학교 연혁
- 1966년 8월 30일 : 대한예수교 장로회 충북노회(통합) 중,고등학교 기성회 조직
- 1967년 7월 20일 : 학교법인 일신학원 설립인가
- 1967년 7월 20일 : 초대 이사장 배근영 장로 취임
- 1967년 10월 28일 : 일신여자중학교 6학급 인가
- 1968년 3월 6일 : 일신여자중학교 개교
- 1968년 10월 28일 : 초대 김종성 교장 취임
- 1978년 8월 25일 : 체육관 겸 선교 기념관 준공
- 2013년 3월 2일 : 선진형 교과교실제 교육과정 운영
- 2017년 5월 28일 : 제16대 이사장 정헌교 목사 취임
- 2023년 12월 29일 : 제54회 졸업식(101명, 졸업생 누계 18,257명)
- 2024년 1월 1일 : 제18대 이사장 황순환 목사 취임
- 2024년 3월 1일 : 제19대 신현웅 교장 취임
- 2024년 3월 4일 : 제57회 입학식(126명)

## 참고 자료
- 일신여자중학교 - 한국교육학술정보원 학교알리미